# Parc national de Hallingskarvet
Le parc national de Hallingskarvet est un parc national créé en 2006 en Norvège. Il couvre une superficie de 450 km2, autour des montagnes de Hallingskarvet.

## Description
Le parc comprend le plateau de Hallingskarv et les zones de haute montagne à l’ouest de celui-ci. Il comprend le glacier Vargebreen ainsi que les vallées de Såtedalen, Lengjedalen, Ynglesdalen et certaines parties de Raggsteindalen.
Le parc national abrite d’importantes populations de rennes sauvages, un facteur important dans la création du parc. Le point culminant du parc national est le mont Folarskardnuten qui atteint une altitude de 1 933 mètres.

## Galerie

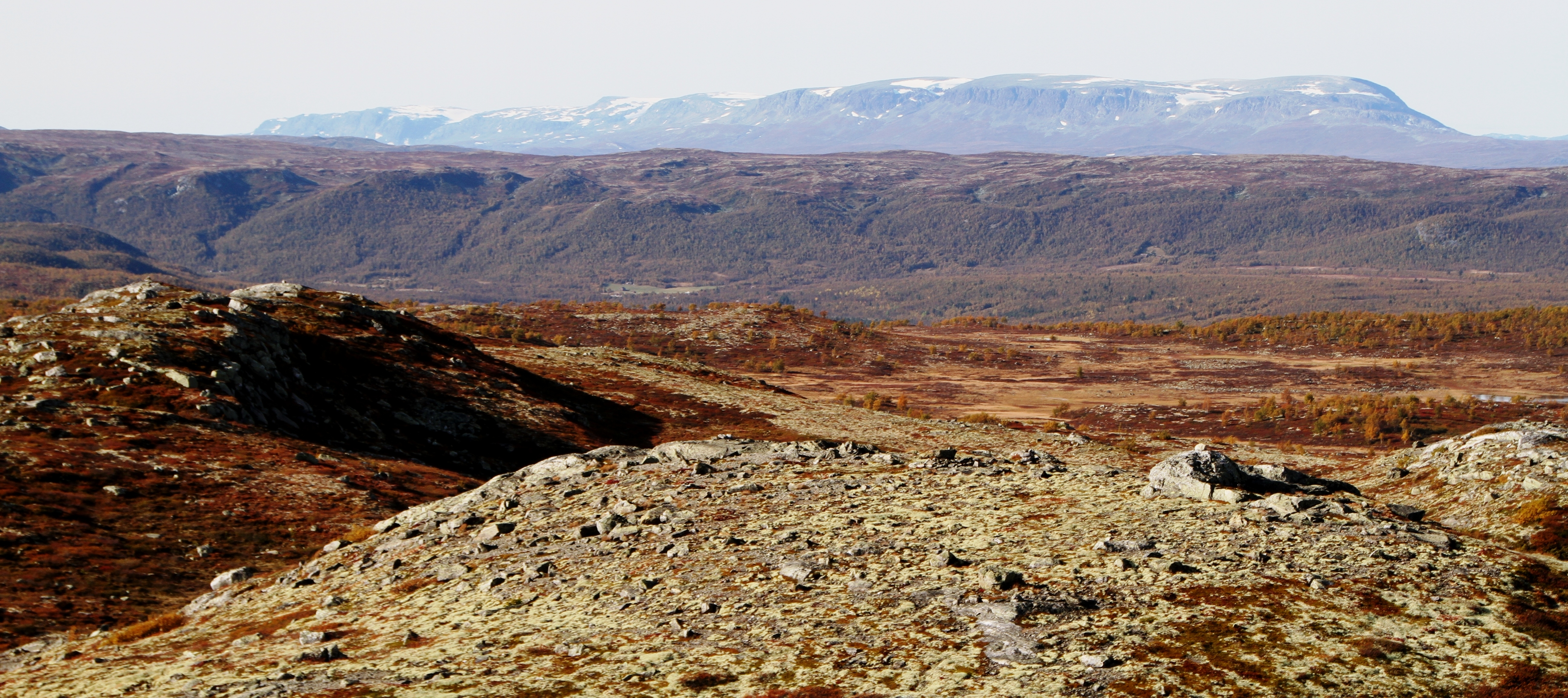
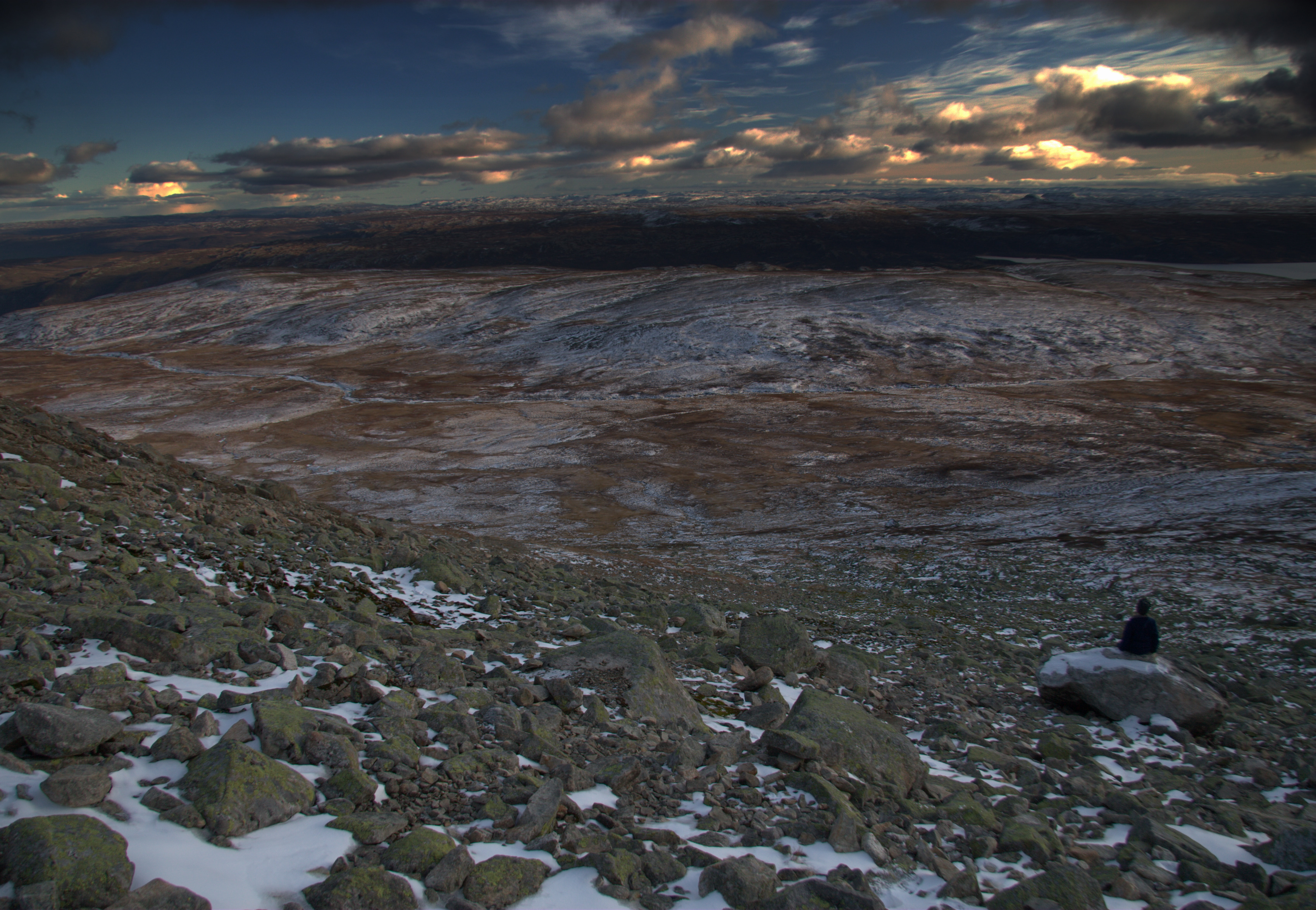
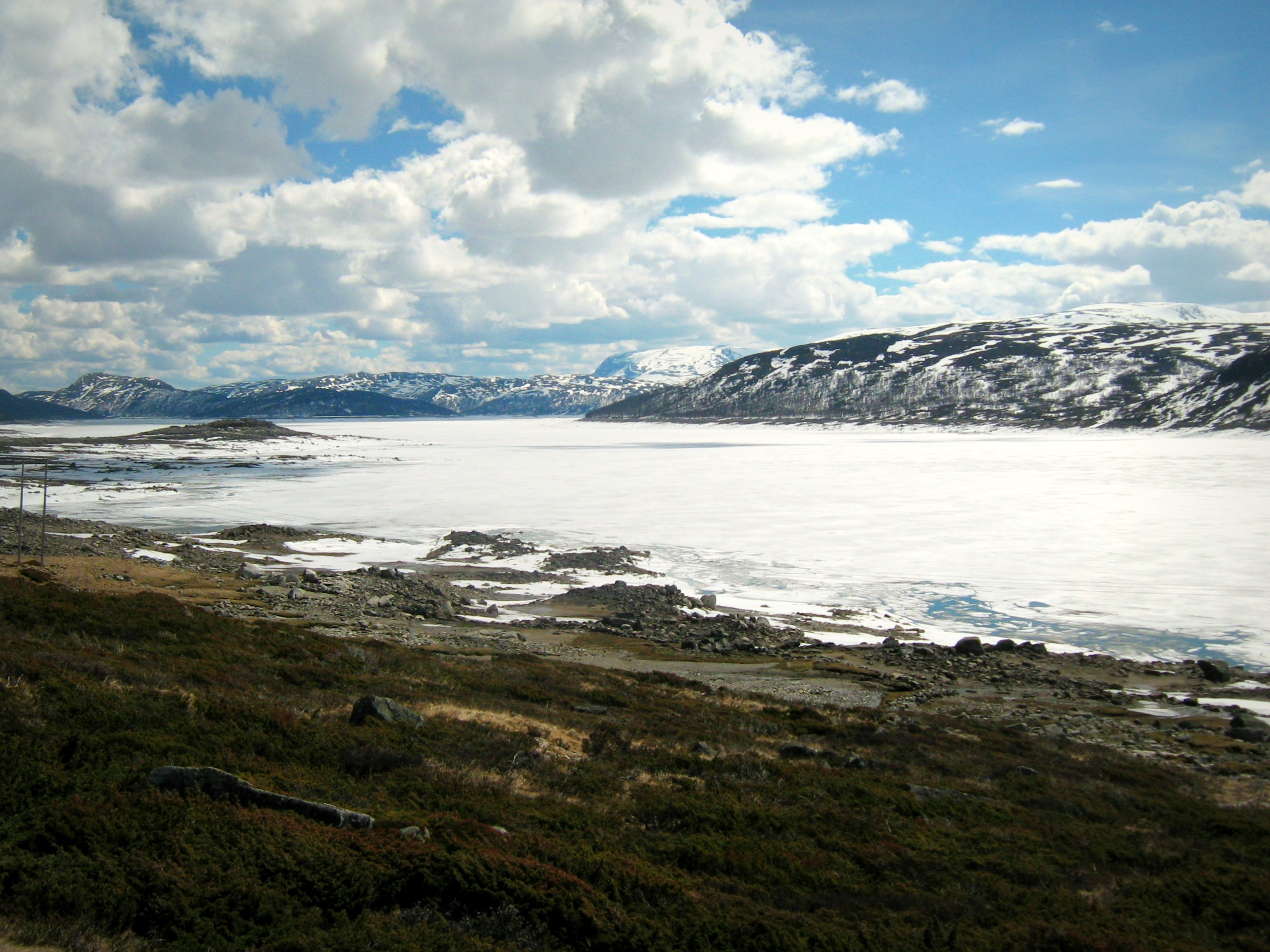
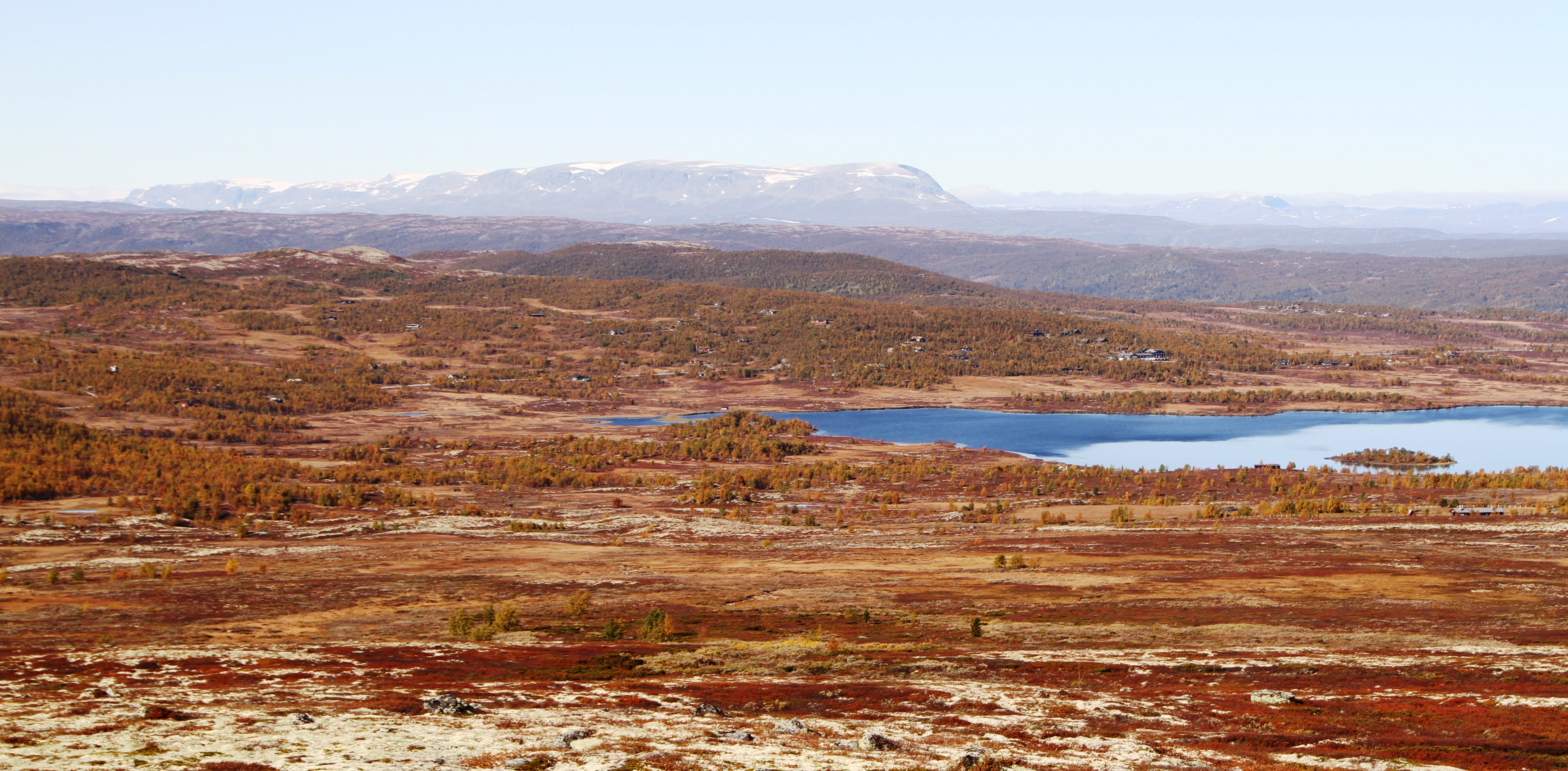
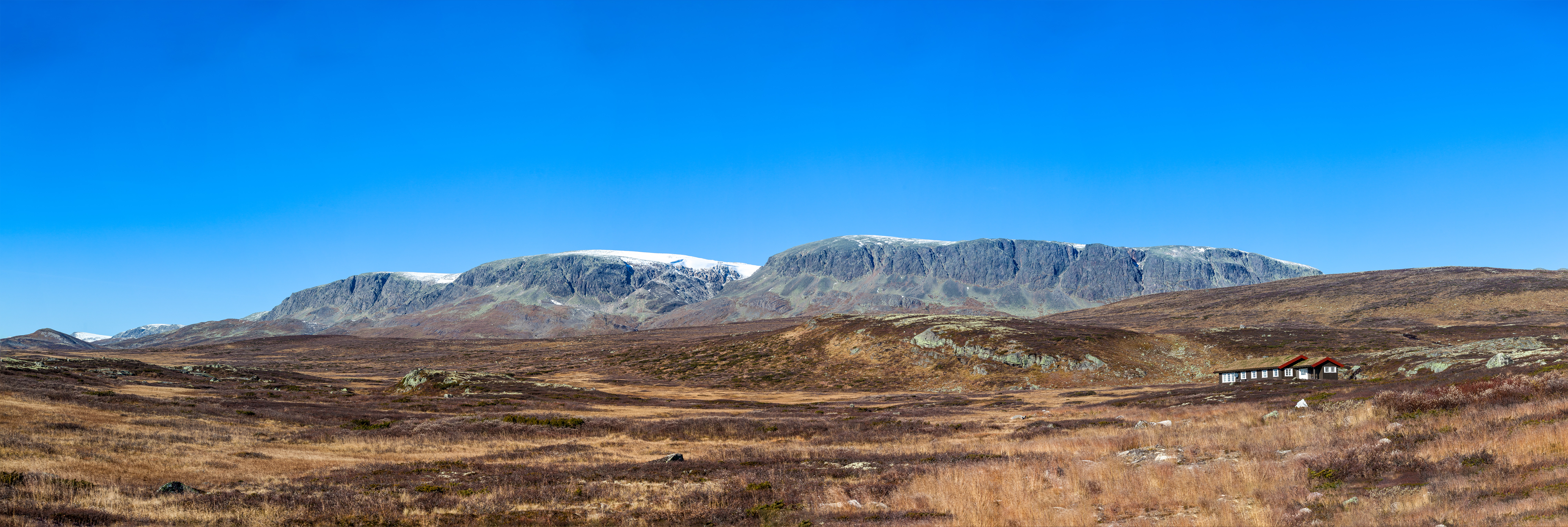
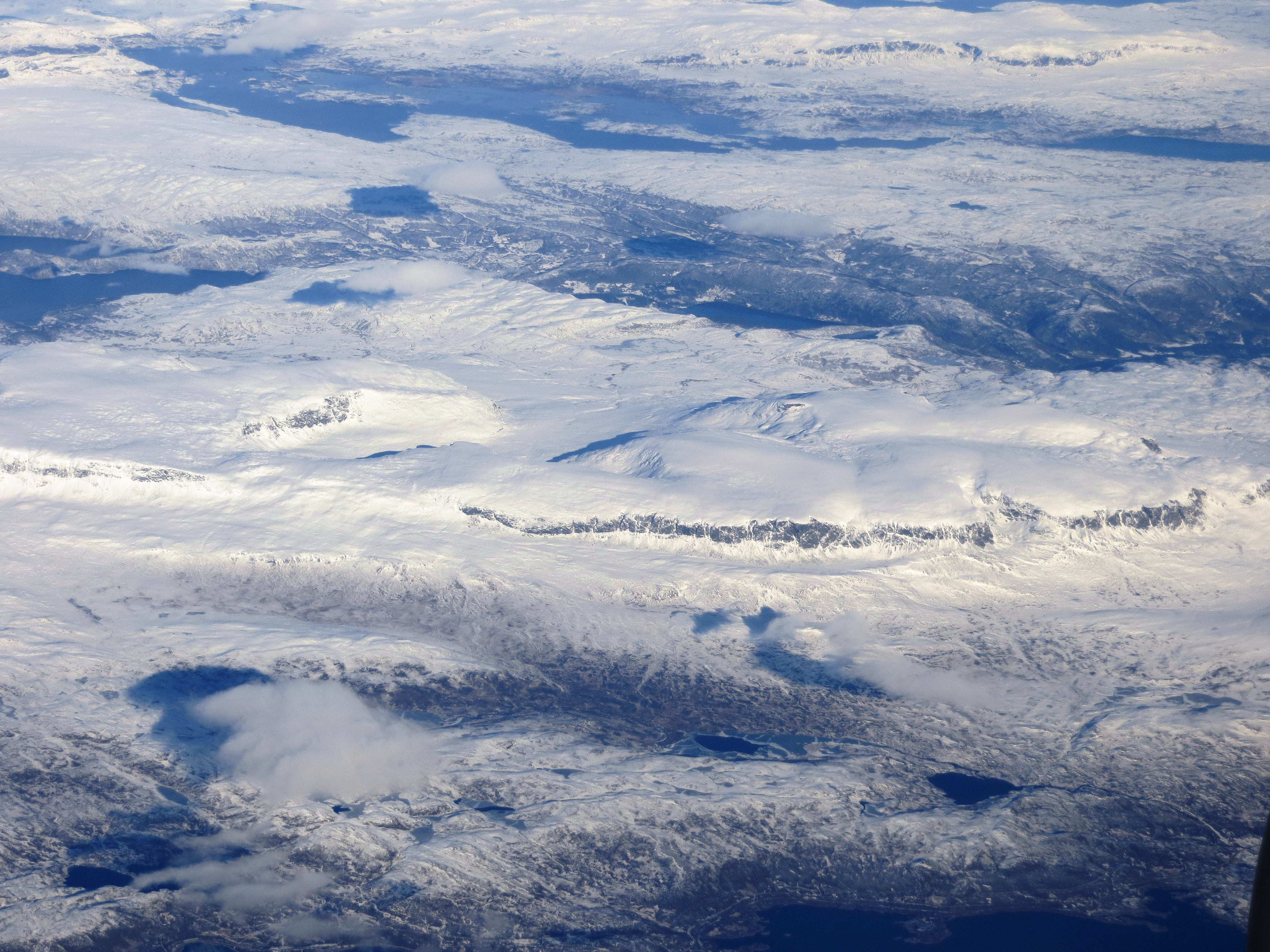